# Tarachodes gibber
Tarachodes gibber es una especie de mantis de la familia Tarachodidae.

## Distribución geográfica
Se encuentra en el Congo.